# James Lloyd (Politiker, 1745)
James Lloyd (* 1745 bei Chestertown, Province of Maryland; † 1820 bei Easton, Maryland) war ein US-amerikanischer Politiker (Föderalistische Partei), der den Bundesstaat Maryland im US-Senat vertrat.
James Lloyd erhielt zunächst eine klassische Schulausbildung, ehe er die Rechtswissenschaften studierte, in die Anwaltskammer aufgenommen wurde und als Jurist zu praktizieren begann. Er kämpfte 1776 im Rang eines Second Lieutenant in der Miliz des Kent County im Unabhängigkeitskrieg. Später wurde er noch einmal im Britisch-Amerikanischen Krieg militärisch aktiv, wobei er den Rang eines Generals in der US Army bekleidete. Er errang eine große Bekanntheit, als er Francis Scott Key aus dem Fort McHenry befreite.
Seine politische Laufbahn begann Lloyd 1778 als Abgeordneter im Repräsentantenhaus von Maryland, wo er zunächst bis 1779 verblieb. Weitere Amtszeiten folgten dort von 1781 bis 1783 sowie 1793 und 1795. Dem Senat von Maryland gehörte er zwischen 1784 und 1785 an. Am 11. Dezember 1797 zog er in den US-Senat ein, der zu diesem Zeitpunkt noch in Philadelphia tagte. Er nahm dort den Platz von John Henry ein, der zum Gouverneur gewählt worden war. Als Senator hatte er großen Anteil an der Entstehung des Sedition Act, eines Teils der Alien and Sedition Acts. Am 1. Dezember 1800, kurz nach dem Umzug des Kongresses nach Washington, D.C., legte Lloyd seinerseits das Mandat nieder. In der Folge war er wieder als Anwalt tätig.